# Француска Полинезија на Светском првенству у атлетици на отвореном 2013.
Француска Полинезија је учествовала на 14. Светском првенству у атлетици на отвореном 2013. одржаном у Москви од 10. до 18. августа десети пут. Репрезентацију Француске Полинезије представљала је једна такмичарка која се такмичила у трци на 100 метара.,
На овом првенству Француска Полинезија није освојила ниједну медаљу, али је Hereiti Bernardino истрчала лични рекорд.

## Учесници
Жене:
- Hereiti Bernardino — 100 м

## Резултати

### Жене
| Атлетичарка        | Дисциплина | Лични рекорд | Квалификације | Квалификације | Полуфинале            | Полуфинале            | Финале                | Финале       | Детаљи |
| Атлетичарка        | Дисциплина | Лични рекорд | Резултат      | Место         | Резултат              | Место                 | Резултат              | Место        | Детаљи |
| ------------------ | ---------- | ------------ | ------------- | ------------- | --------------------- | --------------------- | --------------------- | ------------ | ------ |
| Hereiti Bernardino | 100 м      |              | 12,84 ЛР      | 8. у гр. 2    | Није се квалификовала | Није се квалификовала | Није се квалификовала | 42 / 45 (46) |        |